# Guido Voigt
Guido Voigt (* 1982 in Wilhelmshaven) ist ein deutscher Wirtschaftswissenschaftler und Hochschullehrer.

## Leben
Von 2001 bis 2006 studierte er an der Universität Magdeburg mit den Studienschwerpunkten Controlling und Produktionswirtschaft/Logistik. Von 2007 bis 2009 war er Promotionsstudent an der Universität Magdeburg. Von 2010 bis 2011 war er Corporate Internal Auditor bei Henkel mit Prüfungsschwerpunkt Supply Chain and Operations Management. Von 2012 bis 2016 war er Juniorprofessor für Operations Management an der Universität Magdeburg. 
Seit 2016 lehrt Guido Voigt als Professor für Logistik und Supply-Chain-Management an der Universität Hamburg. Seine Forschungsfelder sind die Themen Informationsaustausch und Vertragsgestaltung im Supply-Chain-Management sowie Sustainable Supply-Chain-Management.
Seit 2020 ist Voigt Chefredakteur des Fachmagazins OR Spectrum.

## Schriften (Auswahl, englisch)
- mit Karl Inderfurth, Abdolkarim Sadrieh: The Impact of Information Sharing on Supply Chain Performance under Asymmetric Information. In: Production and Operations Management. Band 22, Nr. 2, März 2013, ISSN 1059-1478, S. 410–425, doi:10.1111/j.1937-5956.2012.01372.x (online [abgerufen am 19. November 2023]).
- mit Sebastian Schiffels: Capacity Reservation and Wholesale Price Contracts under Forecast Sharing: A Behavioral Assessment. In: Production and Operations Management. Band 30, Nr. 10, Oktober 2021, ISSN 1059-1478, S. 3579–3598, doi:10.1111/poms.13451 (online [abgerufen am 19. November 2023]).
- mit Lennart C. Johnsen, Charles J. Corbett: Behavioral Contract Design Under Asymmetric Forecast Information. In: Decision Sciences. Band 50, Nr. 4, August 2019, ISSN 0011-7315, S. 786–815, doi:10.1111/deci.12352 (online [abgerufen am 19. November 2023]).
- mit Nils Roemer, Sven Müller: A choice-based optimization approach for contracting in supply chains. In: European Journal of Operational Research. Band 305, Nr. 1, 16. Februar 2023, ISSN 0377-2217, S. 271–286, doi:10.1016/j.ejor.2022.05.052 (online [abgerufen am 19. November 2023]).
- mit James D. Abbey, Rainer Kleber et al.: The Role of Perceived Quality Risk in Pricing Remanufactured Products. In: Production and Operations Management. Band 26, Nr. 1, Januar 2017, ISSN 1059-1478, S. 100–115, doi:10.1111/poms.12628 (online [abgerufen am 19. November 2023]).
- mit Nils Roemer, Gilvan C. Souza et al.: Offset or reduce: How should firms implement carbon footprint reduction initiatives? In: Production and Operations Management. Band 32, Nr. 9, September 2023, ISSN 1059-1478, S. 2940–2955, doi:10.1111/poms.14017 (online [abgerufen am 19. November 2023]).